# هنري كولين آدامز
هنري كولين آدامز (بالإنجليزية: Henry Cullen Adams)‏ هو فلاح وسياسي أمريكي، ولد في 28 نوفمبر 1850 في الولايات المتحدة، وتوفي في 9 يوليو 1906 في شيكاغو في الولايات المتحدة. حزبياً، نشط في الحزب الجمهوري. وقد انتخب عضو جمعية ولاية ويسكونسن وانتخب عضو مجلس النواب الأمريكي.